# 美しきナーニ
『ラ・ベッラ・ナーニ』すなわち『美しきナーニ』（伊: La Belle Nani）は、イタリア、ルネサンス期のヴェネツィア派の画家パオロ・ヴェロネーゼが1560年頃に制作した肖像画である。油彩。ヴェロネーゼの肖像画を代表する傑作で、ロシアの実業家で美術コレクターである初代サン・ドナート公爵アナトーリー・デミドフが所有したことでも知られる。『美しきナーニ』のタイトルは17世紀に言及されたヴェネツィアの貴族のナーニ家の肖像画と同一視されたことに由来するが、20世紀以降の研究でこの説は否定されている。現在はパリのルーヴル美術館に所蔵されている。

## 作品
暗い背景の中に灰色の目を持つ金髪の1人の女性が光を浴びながら立っている。彼女はやや斜めの角度で立ち、右手を自らの胸に当てて、わずかに頭を傾けながら、捉えどころのない視線を鑑賞者の側に向けている。この視線は女性の内気で控え目な性格を表しており、鑑賞者はどの角度から見ても彼女と視線を合わせることができない。画面右側にはトルコ絨緞を敷いたテーブルがあり、彼女は肩にかけられた半透明のヴェールの裾を指先に絡めながら左手をテーブルの上に乗せている。女性の青いベルベットのドレスは胸元が大きく四角の形に開き、袖は青色と白色の枝葉模様の浮織あるいはカットワークが施された袋袖となっている。ドレスの肩や、ヴェルチュガダン・スカートの胴の部分に金の装飾品が取りつけられており、胸には2つの留め金で2本の金の鎖が吊るされている。女性の首には真珠のネックレスがあり、両手首には金のブレスレットをはめ、右手の人差し指と薬指、左手の薬指に指輪をしている。こうした胸元が四角の形に開いたドレスや左手の指輪は彼女が既婚女性であることを表しており、視線をそらし、胸に右手を当てるポーズは女性の身分と役割にふさわしい慎み深さや、伴侶に対する忠実さを表している。
『美しきナーニ』の魅力的な部分の1つは女性の視線である。彼女は豪華な衣装にとまどい、恥じらっているようであり、同時にメランコリックな感情に包まれているかのようでもある。いずれにしても鑑賞者と視線が合わない女性の表情は喜びや悲しみといった様々な感情を読み取ることができるため、しばしば「神秘的」と評されている。
薔薇色の頬や、青いベルベットのドレス、金や真珠の宝飾など、豊かな色彩と調和はヴェネツィア派の特徴である。またふくよかな胸元やドレスの光沢、透きとおった薄いヴェールなど質感の描写は繊細であり、女性の魅力をより引き立てている。ヴェロネーゼの初期の肖像画は暗い地の背景にティツィアーノ・ヴェチェッリオの定型を用いた、シンプルで直截的なものであったが、1555年頃からモデルの社会的地位を明確にする意図と官能美の追求から、次第に選び抜かれた服装や装飾品などのディティールと、精妙な描写によって豪奢な印象を強めていった。本作品はその頃の特徴がよく表れている（より後期の作品になるとモデルは建築物とともに描かれるようになる）。

## モデル

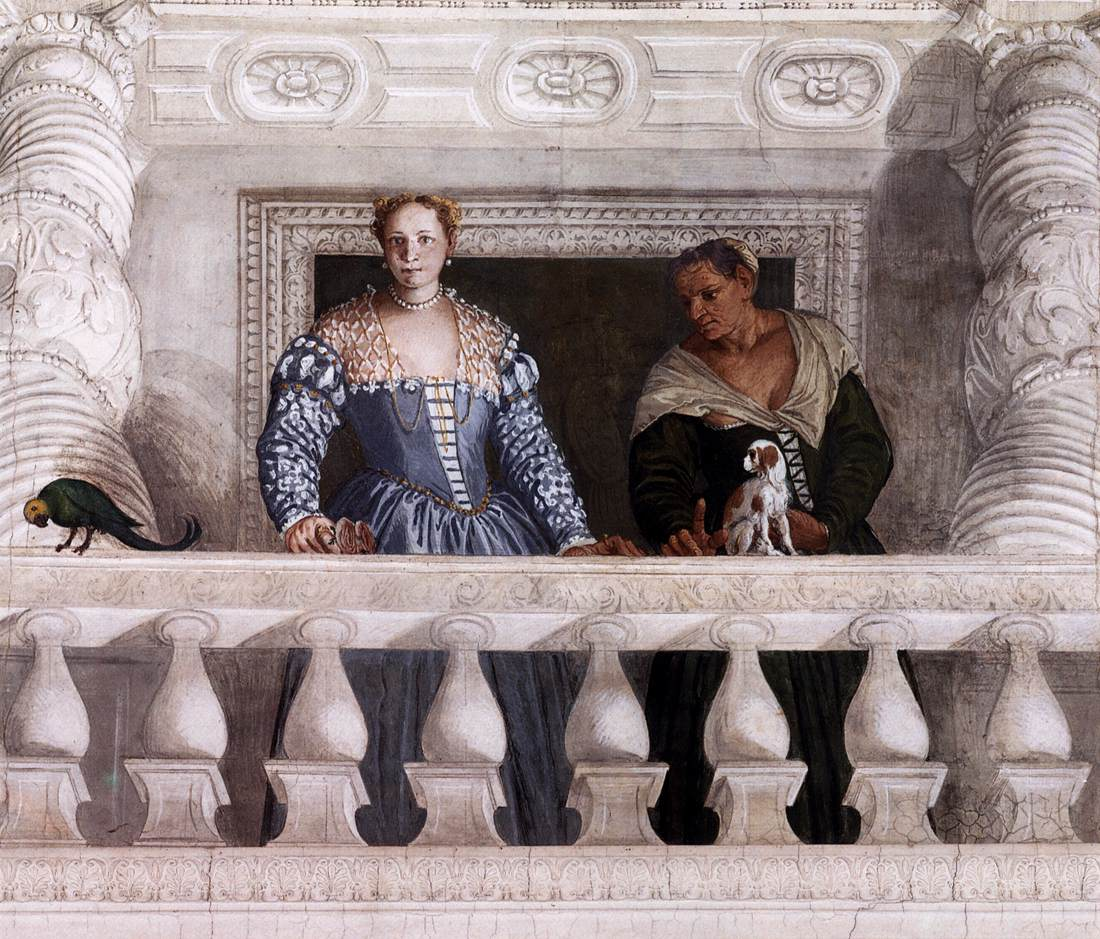
ヴェロネーゼがヴィラ・バルバロの「オリンポスの間」に描いたジュスティニアーナの肖像。その容姿と青いドレスは『美しきナーニ』とよく似ている。

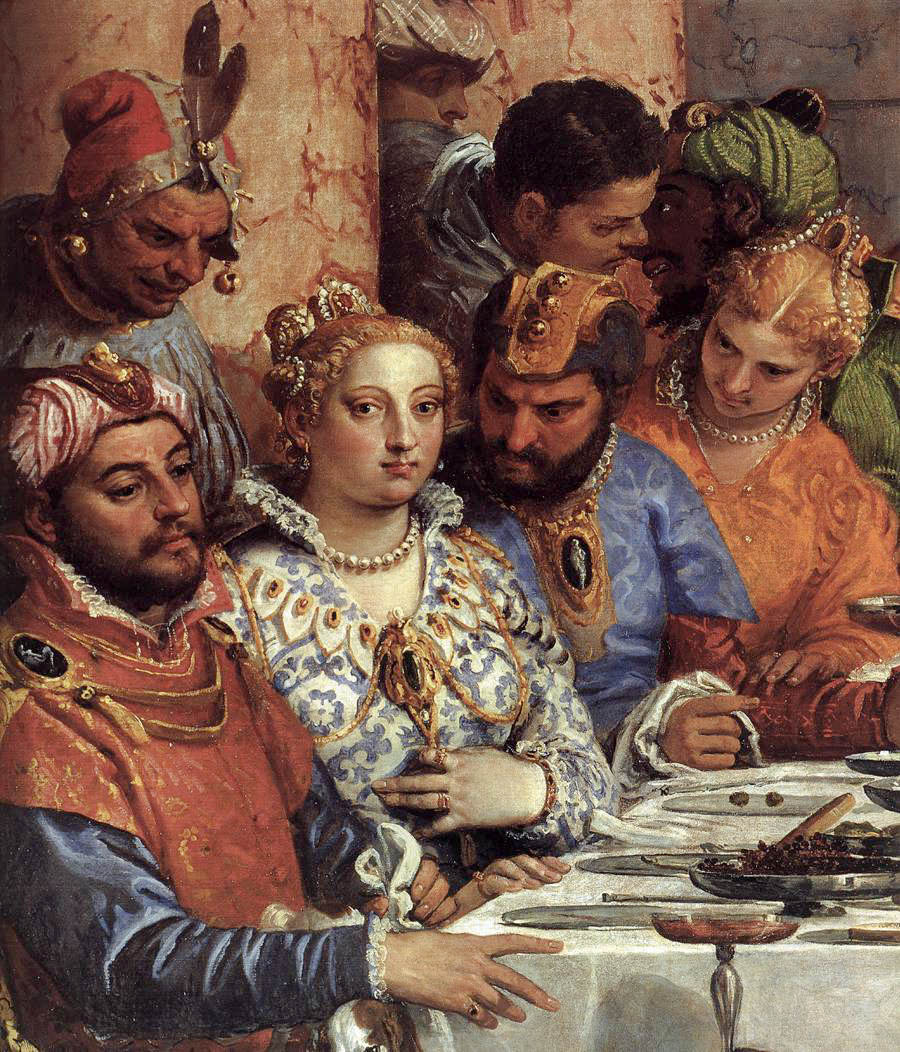
『カナの婚礼』に描かれた花嫁。モデルの容姿の類似性のほか、左手を胸に当てるポーズは本作品と一致している。

モデルについては諸説あるが、最も有力なのはヴェネツィアの貴族マルカントニオ・バルバロの妻、ジュスティニアーナ・ジュスティニアーニ（Giustiniana Giustiniani）とする説である。ヴェロネーゼは1561年頃、マゼールに建設されたヴィラ・バルバロの装飾のためにヴェネツィア派の最も重要な作品の1つであるフレスコ画を制作した。ヴェロネーゼはこの邸宅の「オリンポスの間」の天井画にジュスティニアーナを描いているが、その容姿や青いドレスは『美しきナーニ』 と多くの共通点がある。1939年にこの点を指摘した美術史家バーナード・ベレンソンは両者の青いドレスの特徴が1560年頃の流行と一致しているため、本作品の制作年代をヴィラ・バルバロのフレスコ画と非常に近い1560年から1562年頃としている。
また同時期に制作された『カナの婚礼』の画面左に描かれた花嫁は『美しきナーニ』と似ていることが指摘されており、これらの女性像がジュスティニアーナである確証はないが、ヴェロネーゼが彼女をもとに描き出したヴェネツィア貴族の既婚女性の道徳的、肉体的特質を備えた理想の花嫁ないし母親像の表現と考えられている。
近年では、1566年に結婚したヴェロネーゼの妻エレナ・バディーレ（Elena Badile）の肖像画である可能性も指摘されている。

## 来歴
本作品が広く知られるようになったのは19世紀以降であり、それ以前の来歴は不明である。最初の確実な記録はヴェネツィアのアッべ・セロッティ（Abbé Celotti）のコレクションであり、その後、アナトーリー・デミドフ王子のヴィラ・サン・ドナートのコレクションに加わった。デミドフの死後、彼のコレクションはパリで競売にかけられた。絵画が『美しきナーニ』と呼ばれたのはこのときであり、デミドフのコレクションについて論文を執筆した美術史家エミール＝ルイ・ガリションは、根拠なく本作品を17世紀の画家・伝記作家カルロ・リドルフィ（1648年）と著述家マルコ・ボスキーニ（1660年）が著書の中でヴェネツィア貴族のナーニ家で見たと記述した肖像画と結びつけた。これ以降、『美しきナーニ』が絵画の通称として定着することとなった。絵画はデミドフのコレクションの競売で、ランドルフォ＝カルカーニ侯爵夫人（Marquise Landolfo-Carcani）が購入し、続いて1912年にバジル・ド・シュリヒティング男爵（Baron Basile de Schlichting）が所有するところとなり、1914年の男爵の死後にルーヴル美術館に遺贈された。
なお、ベレンソンは1939年に本作品のモデルをジュスティニアーナと同定するとともに、ナーニ家の肖像画とするガリションの説を否定した。さらにその後の研究で本作品はナーニ家と関係ないことが判明したが、現在でも『美しきナーニ』の通称で呼ばれている。